# Mariusz Kleszczewski
Mariusz Jan Kleszczewski (ur. 29 sierpnia 1965 w Żarkach) – polski samorządowiec, lekarz i przedsiębiorca, w latach 2008–2014 członek zarządu województwa śląskiego, od 2010 do 2014 w randze wicemarszałka.

## Życiorys
Absolwent Śląskiej Akademii Medycznej (1990), a także studiów podyplomowych z zarządzania ochroną zdrowia. Specjalizował się w zakresie chirurgii urazowej i ortopedii. W 1996 został zastępcą ordynatora w Oddziale Chirurgii Urazowej Szpitala Powiatowego w Myszkowie, a w 2007 – dyrektorem naczelnym w tym szpitalu.
Zaangażował się w działalność polityczną w ramach Platformy Obywatelskiej, pełnił funkcję szefa jej koła w powiecie myszkowskim. W 2006 bez powodzenia kandydował z jej ramienia do sejmiku śląskiego. 12 stycznia 2008 powołany w skład zarządu województwa śląskiego, objął nadzór m.in. nad edukacją, nauką, turystyką, sportem, zdrowiem i polityką społeczną. W wyborach w 2010 zdobył miejsce w sejmiku. 10 grudnia 2010 został wybrany na wicemarszałka województwa śląskiego, utrzymał stanowisko po zmianie koalicji w grudniu 2013. Zrezygnował funkcji 10 marca 2014 wskutek ujawnienia, że podmiotom należącym do jego żony przyznano dofinansowanie unijne. Wykluczono go również z partii. W kolejnych wyborach nie ubiegał się o reelekcję. Pracował później jako prezes prywatnych przedsiębiorstw.
Mieszka w Myszkowie. Żonaty, ma dwoje dzieci.